# Sieglinde Scholz-Amoulong
Sieglinde Scholz-Amoulong (* 1945 in Friedland, Landkreis Waldenburg i. Schles.) ist eine deutsche Feature-Autorin und Regisseurin.

## Leben
Nach einer Ausbildung zur Schauspielerin arbeitete Sieglinde Scholz-Amoulong ab 1980 als Autorin und Regisseurin für den Rundfunk der DDR. Die Fachzeitschrift Cut schreibt, dass ihre Radio-Features „lebendiger und authentischer“ wirken als andere, da Scholz-Amoulong bereits in der DDR ihre Sendungen vom O-Ton ausgehend konzipierte. „Bis 1989 habe aber auch bei ihr, sagt sie rückblickend, die Schere im Kopf funktioniert. Zwar durften Bauarbeiter fluchen und brauchten sich in den Interviews und Gesprächen nicht auf vorformulierte Statements zu beschränken, aber Umweltschäden, wie sie ihr zum Beispiel bei den Aufnahmen zu der Industriereportage A 20 geht ans Netz aufgefallen seinen, habe sie bewusst verschwiegen.“
Den Wegfall der ideologischen Vorgaben hat Sieglinde Scholz-Amoulong genutzt, um in den letzten Monaten der DDR den Umbruch zu dokumentieren. Die ersten Interviews zu ihrem Feature Der dicke Lipinski, das einen Meister des Braunkohlekraftwerks Jänschwalde porträtiert, stammen vom Frühjahr 1989 und Arbeiter und Autorin geraten gemeinsam in den Strudel der Veränderungen. „Unversehens“, schreibt Sabine Rauh in der Süddeutschen Zeitung, „war diese Sendung, geplant zum 40. Jahrestag der DDR, zu einer Chronik des Niedergangs geworden“.
Seit 1990 arbeitet Sieglinde Scholz-Amoulong als Feature-Autorin für die ARD.

## Werke
- A 20 geht ans Netz. Original-Tonbericht über die Tage vor der zweiten Netzschaltung im Wärmekraftwerk Jänschwalde. Prod.: Rundfunk der DDR, 1982.
- Die Besteigung einer grossen Windpfeife. Musik: Rainer Neumann. Prod.: Rundfunk der DDR, 1983. (Das Manuskript ist ein Jahr später auch gedruckt erschien.)
- Der dicke Lipinski. Momentaufnahmen vom Frühling und Herbst des Jahres 89. Prod.: Rundfunk der DDR, 1989.
- Ich bin ein misslungenes Lehrerkind. Prod.: DLR Berlin, 2003.

## Hörspiele
Hinweis: In allen Produktionen bis einschließlich 1982 wurde sie unter dem Namen Sieglinde Amoulong geführt.
Regie:
- 1979: Barbara Nagel: Geschichten aus dem Hut: Die Geschichte vom Hustenkönig Schorsch (Original-Hörspiel, Kinderhörspiel, Kurzhörspiel – Rundfunk der DDR)
- 1980: Hans Fallada: Geschichten aus dem Hut: Die Geschichte vom Mäuseken Wackelohr. Hörspiel nach seinem gleichnamigen Märchen (Hörspielbearbeitung, Kinderhörspiel, Kurzhörspiel – Rundfunk der DDR)
- 1980: Eckhard Rösler: Die Schranke (Originalhörspiel, Kinderhörspiel – Rundfunk der DDR)
- 1981: Jutta Schlott: Wechselschicht (Originalhörspiel, Kinderhörspiel – Rundfunk der DDR)
- 1981: Helmut Bez: Dieser lange Vormittag (Originalhörspiel, Kinderhörspiel – Rundfunk der DDR)
- 1982: Bodo Schulenburg: Eene, meene, ming, mang ... (Originalhörspiel, Kinderhörspiel – Rundfunk der DDR)
- 1982: Bernard Binlin Dadié: Tawelore (Hörspielbearbeitung, Kinderhörspiel – Rundfunk der DDR)
- 1983: Bodo Schulenburg: Die Doppelzelle (Originalhörspiel, Kinderhörspiel – Rundfunk der DDR)
- 1983: Oscar Wilde: Der junge König (Hörspielbearbeitung, Kinderhörspiel – Rundfunk der DDR)
- 1984: Jutta Schlott: Mit Kind angenehm (Originalhörspiel, Kinderhörspiel – Rundfunk der DDR)
- 1986: Vlasta Soudkova: Mitternachtsfahrt (Originalhörspiel – Rundfunk der DDR)

Regieassistenz:
- 1979: Michael Brautzsch: Die Weberin – Regie: Barbara Plensat (Originalhörspiel – Rundfunk der DDR)
- 1980: Gerhard Rentzsch: Der Haken – Regie: Barbara Plensat (Originalhörspiel – Rundfunk der DDR)

Sonstiges:
- 1980: Ottokar Bischitzky: Amnesie (Sprecherin: Junge Frau) – Regie: Ingo Langberg (Originalhörspiel, Kriminalhörspiel, Kurzhörspiel – Rundfunk der DDR)
- 1987: Bericht, Interview: Das Studiofenster. Vorstellung funkdramatischer Sendungen (Gesprächsteilnahme) – Interview geführt von: Stephan Göritz; Moderation: Heidi Schönfeld (Rundfunk der DDR)